# Tom Stallard
Thomas „Tom“ Alexander Stallard (* 11. September 1978 in Westminster, London) ist ein ehemaliger britischer Ruderer und heutiger Ingenieur.
Als Student der University of Cambridge nahm Stallard viermal am Boat Race teil (1999, 2000, 2001, 2002) und konnte dieses zweimal gewinnen (1999, 2001). 2002 war er Vorsitzender des Cambridge University Boat Clubs. Er bestritt 5 Weltmeisterschaften und 2 Olympische Spiele, wobei er bei den Olympischen Spielen 2008 in Peking die Silbermedaille im Achter gewann, nachdem er bei Ruder-Weltmeisterschaften bereits je eine Gold-, Silber- und Bronzemedaille errungen hatte.
Im Anschluss an die Olympischen Spiele wechselte Stallard 2008 zum Formel-1-Rennstall McLaren, wo er für 2 Jahre als Simulator-Testingenieur arbeitete, bevor er 2010 Performance-Ingenieur für den neu ins Team gekommenen Vorjahresweltmeister Jenson Button wurde. 2012 wurde er Buttons Renningenieur, dem wichtigsten Bindeglied zwischen Fahrer und Ingenieurs- bzw. Strategieteam. Diese Position bekleidete er seit Jenson Buttons Karriereende 2016 auch für Stoffel Vandoorne (2017–2018) und Carlos Sainz jr. (2019–2020).
Ab 2021 arbeitete er mit Sainz Nachfolger Daniel Ricciardo zusammen, welcher von Renault zum britischen Team wechselte. Ab 2023 bis heute ist er der Renningenieur von Oscar Piastri, der Daniel Ricciardo im Team ersetzte.

## Erfolge als Ruderer
- 1999: Dritter bei den U23-Weltmeisterschaften im Vierer m.t Steuermann
- 2002: Weltmeister im Vierer mit Steuermann
- 2003: Vizeweltmeister im Vierer mit Steuermann
- 2007: Weltmeisterschaftsdritter im Achter
- 2008: Silbermedaille im Achter bei den Olympischen Spielen[5]